# Hans Bürger (Moderator)

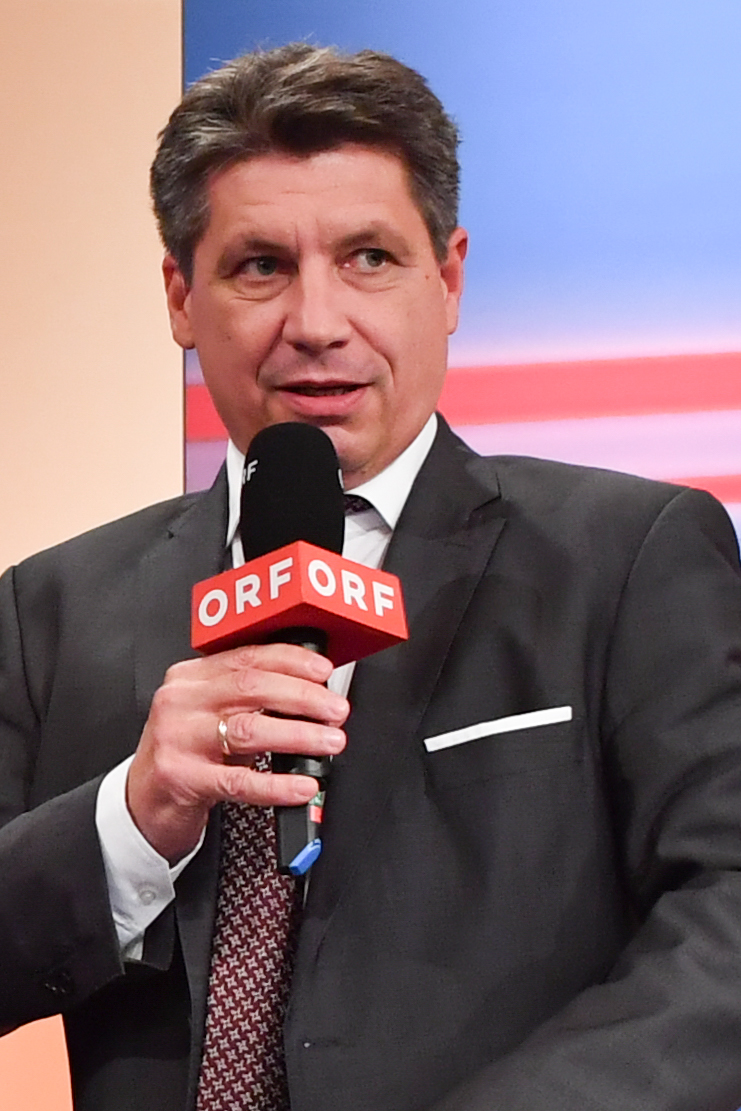
Hans Bürger (2016)

Hans Bürger (* 18. Juli 1962 in Linz) ist ein österreichischer Journalist und Fernsehmoderator.

## Leben
Bürger besuchte das Bundesrealgymnasium Traun. Das anschließende Studium der Volkswirtschaftslehre an der Linzer Kepler-Universität schloss er 1985 mit dem akademischen Grad Magister rer. soc. oec. ab.
Er begann 1985 bei der Kronen Zeitung in Oberösterreich im Bereich Landespolitik und Wirtschaft und wechselte 1987 zum ORF, für den er bis heute tätig ist. Bis 1993 war er dort im Landesstudio Oberösterreich tätig, danach in der Redaktion der Zeit im Bild.
Von 1998 bis 2001 war Bürger stellvertretender Sendungsverantwortlicher der Zeit im Bild, seit 2002 leitet er das Ressort „Inland/EU“. Dort tritt er auch als Kommentator auf. Bürger moderiert außerdem die Sendung Pressestunde und war von Mai 2005 bis April 2007 als Moderator von Offen gesagt tätig.
Er ist stellvertretender TV-Chefredakteur der Informationssendungen des ORF und Leiter des Ressorts Innenpolitik bei der Nachrichtensendung Zeit im Bild. 2015 moderierte er die Sommergespräche mit den Vorsitzenden der sechs im Parlament vertretenen Parteien. Ab August 2018 war Bürger neben Nadja Bernhard erneut in dieser Funktion zu sehen.
2006 heiratete er die Journalistin Friederike Leibl-Bürger, die für die Tageszeitung Die Presse tätig ist.
2024 folgte ihm Klaus Webhofer als Ressortleiter Innenpolitik nach.
Im Mai 2024 sorgte eine kolportierte Teilnahme Bürgers in der ORF-Tanzshow Dancing Stars für große Schlagzeilen. Er dementierte seine Teilnahme.

## Auszeichnungen
- 2010: Dr.-Karl-Renner-Publizistikpreis

## Publikationen
- mit Kurt W. Rothschild: Wie die Wirtschaft die Welt bewegt. Die großen ökonomischen Modelle auf dem Prüfstand. Lesethek, Wien 2009, ISBN 978-3-99100-009-9. Das Buch wurde 2010 mit dem Publikumspreis „Buchliebling“ ausgezeichnet.[9]
- Selbstverständlich ist nichts mehr: Sinnfindung in Zeiten von Arbeitsverknappung, künstlicher Intelligenz und Pandemien, Braumüller, Wien 2020, ISBN 978-3-99100-311-3
- Knockdown: Menschheit auf dem Prüfstand, gemeinsam mit Günther Mayr,  Braumüller, Wien 2021, ISBN 978-3-99100-330-4